# Muzio
Muzio  è un nome proprio di persona italiano maschile.

## Varianti
- Femminili: Muzia[2]

### Varianti in altre lingue
- Catalano: Muci[5], Muç[5]
  - Femminili: Múcia[5], Muça[5]
- Latino: Mucius[1][2][4]
- Polacco: Mucjusz
- Spagnolo: Mucio[5]
  - Femminili: Mucia[5]

## Origine e diffusione

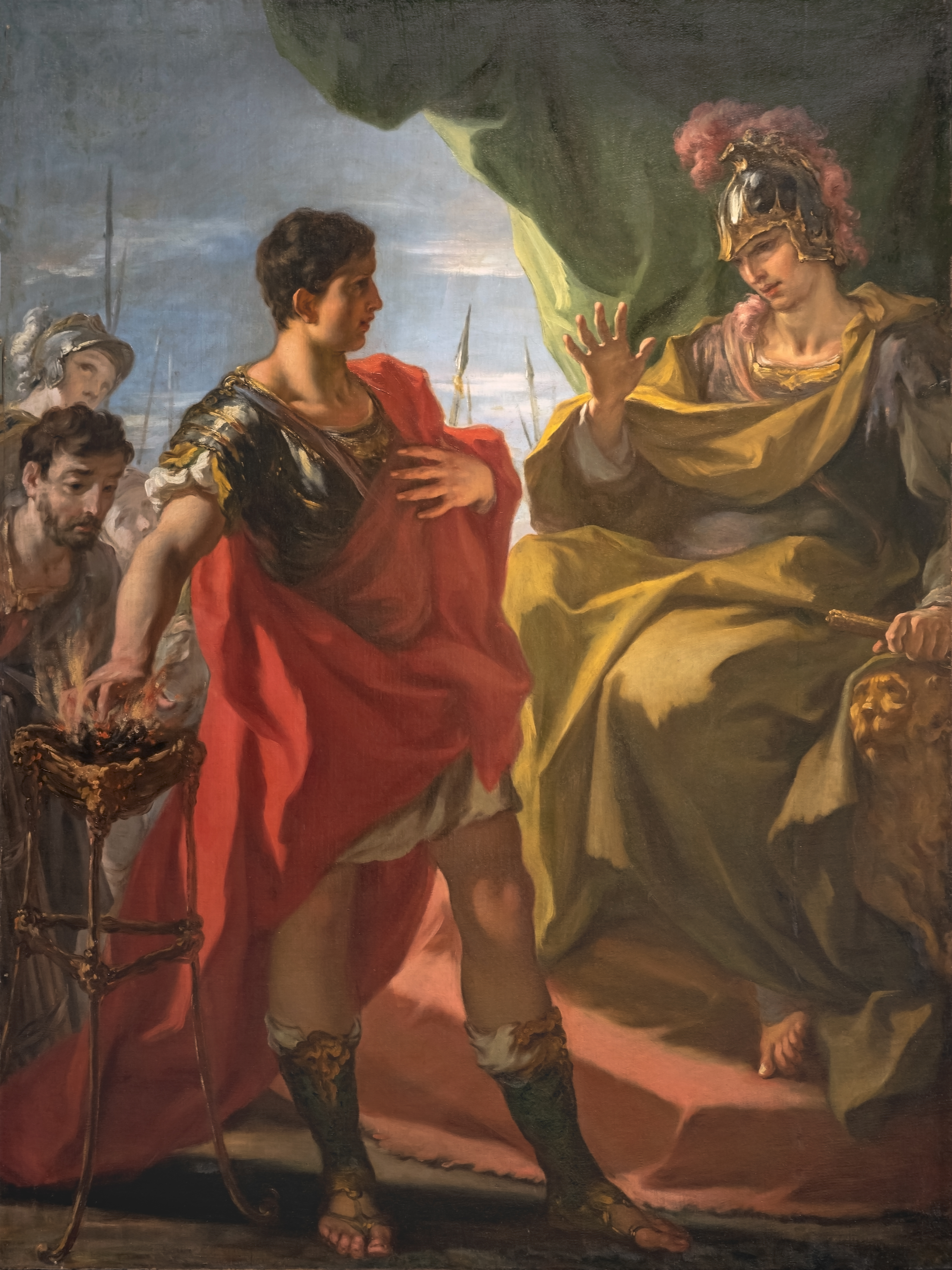
Muzio Scevola in un dipinto di Giovanni Antonio Pellegrini

Deriva dal gentilizio latino Mucius, che in epoca classica era pronunciato Mukius. Alcune fonti lo riconducono al termine mutus ("muto", "silenzioso"), ma questa ipotesi è dovuta ad una grafia errata del nome latino, Mutius, attestata solo in epoca postclassica. Parimenti implausibili sono altre etimologie latine (come alcune che lo ricollegano a mucus, "muco"), ed invece più probabile che il nome sia di origine etrusca, non più decifrabile. Da Muzio deriva, in forma patronimica, il nome Muziano.
Il nome venne portato da svariati santi martiri, ma è noto principalmente per essere stato portato da Muzio Scevola, il leggendario nobile romano che bruciò la propria mano sul fuoco, garantendosi l'ammirazione del re etrusco Porsenna, e il suo utilizzo come nome proprio è infatti una ripresa rinascimentale ispirata a questo personaggio; in Italia è attestato maggiormente nel Centro-Nord, specialmente in Toscana.

## Onomastico
L'onomastico si può festeggiare in memoria di più santi, alle date seguenti:
- 17 gennaio, san Muzio, martire in Africa[1]
- 6 febbraio, san Muzio, lettore, martire con san Silvano ad Emesa sotto Massimiano[6]
- 22 aprile, san Muzio, diacono e martire in Persia nel III secolo con altri compagni[1][3][6]
- 13 maggio, san Muzio, sacerdote e martire a Costantinopoli sotto Diocleziano[1][3][5][6]
- 15 giugno, san Muzio, martire ad Aquileia[1]
- 15 giugno, san Muzio, martire a Costantinopoli[1]

## Persone

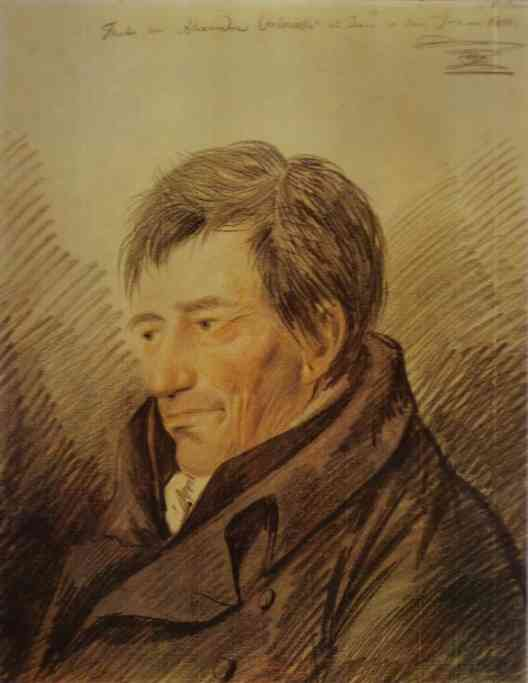
Muzio Clementi

- Muzio Attendolo, condottiero e capitano di ventura italiano
- Muzio Clementi, compositore e pianista italiano
- Muzio Gallo, cardinale e vescovo cattolico italiano
- Muzio Manfredi, poeta e commediografo italiano
- Muzio Oddi, ingegnere, matematico e gnomonista italiano
- Muzio I Sforza di Caravaggio, secondo marchese di Caravaggio
- Muzio II Sforza di Caravaggio, secondo marchese di Caravaggio
- Muzio III Sforza di Caravaggio, secondo marchese di Caravaggio
- Muzio Soriano, vescovo cattolico italiano
- Muzio Tommasini, botanico e politico italiano
- Muzio Vitelleschi, gesuita italiano